# 1946년 미국 하원의원 선거
1946년 미국 하원의원 선거는 1946년 11월 5일 1946년 미국 상원의원 선거와 같이 치러졌다. 제2차 세계대전이 끝나자 밀려온 전후 노동문제와 민주당의 장기집권으로 인해 공화당이 14년 만에 다수당이 되었다.

## 선거 결과

### 정당별 선거 결과
의석수
| 정당       | 의석수 |
| ---------- | ------ |
| 공화당     | 246석  |
| 민주당     | 188석  |
| 미국노동당 | 1석    |
| 합계       | 435석  |

득표
| 정당       | 득표수     | 득표율 |
| ---------- | ---------- | ------ |
| 공화당     | 18,422,363 | 53.5%  |
| 민주당     | 15,491,113 | 45%    |
| 미국노동당 | 196,866    | 0.6%   |
| 뉴욕자유당 | 61,111     | 0.2%   |
| 금주당     | 47,792     | 0.1%   |
| 기타       | 191,079    | 0.6%   |
| 총합       | 34,410,324 |        |